# Jeanne d'Arc Dijon Handball
Ne pas confondre avec le club de handball masculin du Dijon Métropole Handball et avec le club de basket-ball masculin de la Jeanne d'Arc Dijon Basket.
Actualités

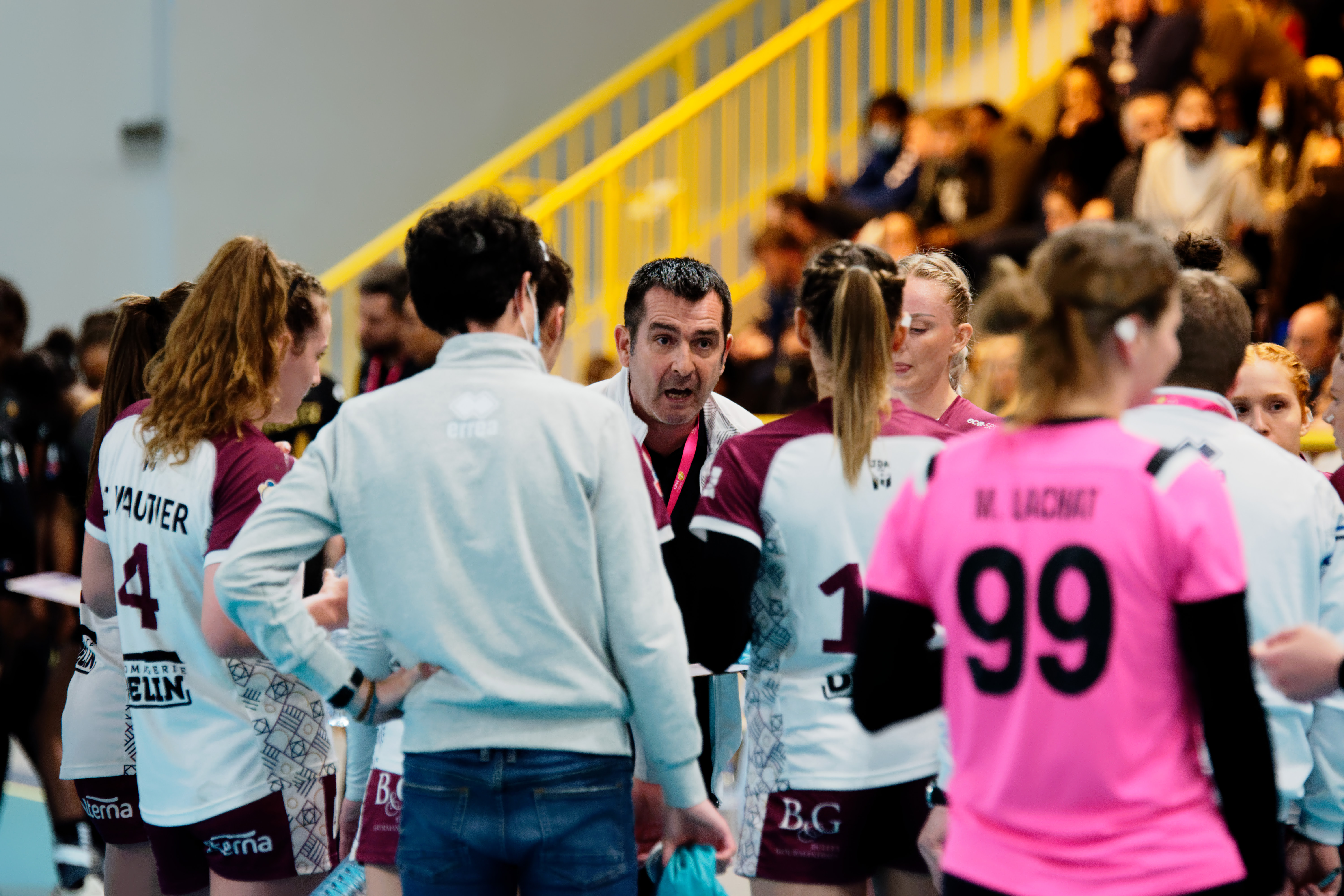
Christophe Mazel avec ses joueuses (mars 2022).

La JDA Bourgogne Dijon Handball est un club de handball féminin français basé à Dijon (Côte-d'Or) et fondé en 1996. L'équipe première du club évolue depuis la saison 2014-2015 en championnat de France de 1re division.
En 2018, le club, jusqu'alors nommé Cercle Dijon Bourgogne 21, est mutualisé avec le club de basket-ball masculin de la Jeanne d'Arc de Dijon et devient la Jeanne d'Arc Dijon Handball.
À l'intersaison 2022, le club change de logo et de nom : il devient la JDA Bourgogne Dijon Handball.

## Historique

### Cercle Sportif Laïc Dijonnais
La section handball du Cercle Sportif Laïc Dijonnais est créée en novembre 1942 à la suite du désir exprimé par quelques athlètes de ce club omnisports d'occuper utilement la saison hivernale. Les féminines participent notamment au Championnat de France de handball à onze (disputé sous forme de coupe de France) en février 1945 puis à la première édition du Championnat de France de handball à sept lors de la saison 1951-1952, les Dijonnaises étant battues en quart de finale. Le CSLD évolue dans le Championnat de France au moins à partir de la fin des années 1970 avant d'être relégué en 1981. Championnes de France de Nationale 1B (D2) en 1987, le club retrouve alors l'élite. En 1991, les Dijonnaises terminent 3e du Championnat et se qualifient pour la première fois en coupe d'Europe, la Coupe de l'IHF, où elles seront battues en 1/4 de finale. Elles terminent les deux saisons suivantes à la troisième place en championnat et parviennent même à atteindre la finale de la Coupe de l'IHF en 1993.
À compter des années 1980, le club connait ses premières internationales A telles que Pascale Roca, Véronique Boutinaud, Corinne Pecheux ou encore  Delphine Cendré puis recrute des joueuses internationales comme la jeune Véronique Pecqueux, l'Ukrainienne Evguenia Tovstogan (Championne du monde en 1986 ou encore Marie-Annick Dézert et Florence Sauval.

### Cercle Dijon Bourgogne
En 1996, pour répondre à des exigences fédérales, les dirigeants de la section handball ont souhaité émanciper les filles du club omnisports Cercle Sportif Laïc Dijonnais et ont ainsi créé le Cercle Dijon Bourgogne. Michel Amico en est le fondateur et le président,.
La première saison sous ce nouveau statut est un échec puisque le club est relégué. Mais en 1998, le club et vice-champion de France de Division 2 et retrouve la Division 1. Ce retour dans l'élite est de meilleure facture puisque le club termine à la 4e place et se qualifie pour la Coupe des Villes (C4).
Lors des saisons suivantes, les Dijonnaises atteignent deux nouvelles fois la 3e place en Championnat de France (2002 et 2003) puis parviennent à atteindre leur seconde finale européenne en Coupe Challenge (C4) en 2005.
En 2013, le club termine à la dernière place du championnat de France et perd les Playdowns : après 15 saisons consécutives en division 1, le club est relégué en Division 2. Mais comme 16 ans plus tôt, le club retrouve la Division 1 dès la saison suivante après avoir été Champion de France de D2.
Depuis 2013, le club évolue en première division française.

### Jeanne d'Arc Dijon (JDA)
En 2018, le club est mutualisé avec le club masculin de basket-ball de la Jeanne d'Arc Dijon Basket et prend alors le nom de Jeanne d'Arc Dijon Handball et prend pour Président Thierry DEGORCE alors Président de la JDA Dijon Basket.
À l'intersaison 2022, le club change de logo et de nom, devenant la JDA Bourgogne Dijon Handball. Les deux saisons suivantes seront une réussite pour le club puisque par deux fois de rang il se qualifiera pour la coupe d'Europe EHF en terminant cinquième du championnat de France Ligue Butagaz Energie.
En 2024, le club se qualifie en finale du championnat de France, 11 ans après sa finale perdue en 2013. 

## Résultats

### Palmarès
compétitions nationales
- Championnat de France
  - 3e place en 1991, 1992[réf. souhaitée], 1993, 2002 et 2003
  - 5 place en 2023 et 2024
- Championnat de France de deuxième division
  - champion en 1987, 2014
  - vice-champion en 1998
- Coupe de France
  - finaliste en 2002, 2007, 2013 et 2024
  - demi-finaliste en 1992, 2009 et 2010
- Coupe de la Ligue
  - finaliste en 2003 et 2007
  - demi-finaliste en 2008

compétitions internationales
- Coupe de l'EHF/Ligue européenne (C3)
  - finaliste en 1993
  - troisième/demi-finaliste en 1994, 2025
- Coupe Challenge (C4)
  - finaliste en 2005

### Bilan saison par saison
| Saison                                    | Div. | Rang | Coupe de France    | Coupe de la Ligue  | Europe             |
| Cercle Sportif Laïque Dijonnais           |      |      |                    |                    |                    |
| Division et classement inconnu avant 1978 |      |      |                    |                    |                    |
| 1978-1979                                 | 1    | 8e   | -                  | Pas de compétition | N.Q.               |
| 1979-1980                                 | 1    | 8e   | -                  | Pas de compétition | N.Q.               |
| 1980-1981                                 | 1    | 16e  | -                  | Pas de compétition | N.Q.               |
| 1981-1982                                 | 2    | ?    | -                  | Pas de compétition | N.Q.               |
| 1982-1983                                 | ?    | ?    | -                  | Pas de compétition | N.Q.               |
| 1983-1984                                 | ?    | ?    | -                  | Pas de compétition | N.Q.               |
| 1984-1985                                 | 2    | ?    | 1er tour           | Pas de compétition | N.Q.               |
| 1985-1986                                 | 2    | ?    | ?                  | Pas de compétition | N.Q.               |
| 1986-1987                                 | 2    | 1er  | ?                  | Pas de compétition | N.Q.               |
| 1987-1988                                 | 1    | 6e   | -                  | Pas de compétition | N.Q.               |
| 1989-1990                                 | 1    | 6e   | -                  | Pas de compétition | N.Q.               |
| 1989-1990                                 | 1    | 5e   | ?                  | Pas de compétition | N.Q.               |
| 1990-1991                                 | 1    | 3e   | -                  | Pas de compétition | N.Q.               |
| 1991-1992                                 | 1    | 3e ? | 1/2 finale         | Pas de compétition | C3 : 1/4 de finale |
| 1992-1993                                 | 1    | 3e   | 1/2 finale         | Pas de compétition | C3 : finale        |
| 1993-1994                                 | 1    | 4e   | 1/2 finale         | Pas de compétition | C3 : 1/2 de finale |
| 1994-1995                                 | 1    | 8e   | Pas de compétition | Pas de compétition | C4 : 1/8 de finale |
| 1995-1996                                 | 1    | 6e   | Pas de compétition | Pas de compétition | N.Q.               |
| Cercle Dijon Bourgogne 21                 |      |      |                    |                    |                    |
| 1996-1997                                 | 1    | 9e   | Pas de compétition | Pas de compétition | N.Q.               |
| 1997-1998                                 | 2    | 2e   | ?                  | Pas de compétition | N.Q.               |
| 1998-1999                                 | 1    | 4e   | ?                  | Pas de compétition | N.Q.               |
| 1999-2000                                 | 1    | 5e   | Pas de compétition | Pas de compétition | C4 : 1/4 de finale |
| 2000-2001                                 | 1    | 7e   | 1/4 de finale      | Pas de compétition | N.Q.               |
| 2001-2002                                 | 1    | 3e   | Finale             | Pas de compétition | N.Q.               |
| 2002-2003                                 | 1    | 3e   | 1/2 de finale      | Finale             | C3 : 1/4 de finale |
| 2003-2004                                 | 1    | 5e   | Pas de compétition | 1/4 de finale      | C3 : 1/8 de finale |
| 2004-2005                                 | 1    | 4e   | 1/4 de finale      | 1/4 de finale      | C4 : Finale        |
| 2005-2006                                 | 1    | 4e   | 1/4 de finale      | 1/4 de finale      | C4 : 1/4 de finale |
| 2006-2007                                 | 1    | 4e   | Finale             | Finale             | C4 : 1/4 de finale |
| 2007-2008                                 | 1    | 4e   | Pas de compétition | 1/2 finale         | C4 : 1/4 de finale |
| 2008-2009                                 | 1    | 7e   | 1/4 de finale      | 1/4 finale         | C4 : 1/4 de finale |
| 2009-2010                                 | 1    | 6e   | 1/4 de finale      | 1/4 de finale      | N.Q.               |
| 2010-2011                                 | 1    | 9e   | 1/4 de finale      | 2e tour            | N.Q.               |
| 2011-2012                                 | 1    | 9e   | 1/4 de finale      | 1er tour           | N.Q.               |

| Saison    | Div. | Rang     | Vic-Nul-Déf | Playoffs/downs    | Coupe de France | Coupe de la Ligue     | Europe        | Entraîneur              |
| 2012-2013 | 1    | 10e      | 3 - 3 - 12  | Playdowns : 4e    | Finaliste       | 1/4 de finale         | N.Q.          | Christophe Maréchal     |
| 2013-2014 | 2    | 1er      | 20 - 1 - 1  | -                 | 4e tour         | N.Q.                  | C2 : 3e tour  | Christophe Maréchal     |
| 2014-2015 | 1    | 9e       | 4 - 2 - 12  | Playdowns : 3e    | 1/4 de finale   | 1/8 de finale         | N.Q.          | Christophe Maréchal     |
| 2015-2016 | 1    | 8e       | 1 - 2 - 11  | Playdowns : 2e *  | 1/8 de finale   | 1/4 de finale         | N.Q.          | Christophe Maréchal     |
| 2016-2017 | 1    | 8e       | 7 - 3 - 10  | 1/4 de finale, 5e | 1/8 de finale   | Compétition supprimée | N.Q.          | Christophe Maréchal     |
| 2017-2018 | 1    | 12e      | 3 - 2 - 17  | Playdowns : 3e    | 1/8 de finale   | Compétition supprimée | C3 : 2e tour  | Christophe Maréchal     |
| 2018-2019 | 1    | 10e      | 4 - 4 - 14  | Playdowns : 2e    | 1/4 de finale   | Compétition supprimée | N.Q.          | Christophe Maréchal     |
| 2019-2020 | 1    | 8e       | 8 - 1 - 10  | annulés           | 1/4 de finale   | Compétition supprimée | N.Q.          | Christophe Mazel        |
| 2020-2021 | 1    | 11e      | 2 - 3 - 8   | Playdowns :10e    | 1/8 de finale   | Compétition supprimée | N.Q.          | Christophe Mazel        |
| 2021-2022 | 1    | 8e       | 10 - 1 - 15 | -                 | 3e tour         | Compétition supprimée | N.Q.          | Christophe Mazel        |
| 2022-2023 | 1    | 5e       | 14-0-10     | -                 | 1/8 de finale   | Compétition supprimée | N.Q           | Christophe Mazel        |
| 2023-2024 | 1    | 5e       | 13-4-9      | -                 | Finaliste       | Compétition supprimée | C3 : 1er tour | C. Mazel puis A. Favier |
| 2024-2025 | 1    | en cours | en cours    | en cours          | 1/4 de finale   | Compétition supprimée | C3 : 3e place | Clément Alcacer         |

1. 1 2  C2=coupe des vainqueurs de coupes ; C3=Coupe de l'EHF/Ligue européenne ; C4=Coupe des Villes/Challenge ; N.Q. : non qualifié.

## Personnalités liées au club

### Joueuses marquantes
Parmi les joueuses ayant été capitaine, on trouve :
- Céline Murigneux : capitaine de ? à 2013[8],[9]
- Béatrice Edwige : joueuse de 2009 à 2014 et capitaine de 2013 à 2014[10],[11]
- Léa Terzi : joueuse de 2000 à 2018, capitaine de 2013 à 2017[10]
- Joanna Lathoud : joueuse de ? à 2021 et capitaine de 2017 à 2021[10],[12],[13]
- Carmen Campos (en) : joueuse de 2020 à 2023 et capitaine 2021[14] à 2023
- Sarah Valero : capitaine depuis 2023

Parmi les autres joueuses ayant évolué au club, on trouve :
- Delphine Cendré : de 1990 à 2003
- Marie-Annick Dézert : de 1994 à 1996 et de 1997 à 2003
- Gisèle Donguet : de 2004 à 2008
- Stéphanie Fiossonangaye : de 2007 à 2011
- Marie François : de 2009 à 2016
- Anamaria Grozav-Stecz : de 2001 à 2002 et de 2004 à 2007
- Elena Groposila : de 2001 à 2007
- Delphine Guehl : de 2002 à 2004
- Ludivine Jacquinot : de 1997 à 2013
- Vanessa Jelic : de 2005 à 2009
- Jocelyne Mavoungou : de 2007 à 2014
- Marie Prouvensier : de 2010 à 2016
- Véronique Pecqueux-Rolland : de 1992 à 1996
- Noura Ben Slama : de 2013 à 2019
- Anastasiya Pidpalova : de 2014 à 2016
- Pascale Roca : de 1980 à 199?
- Siv Heim Sæbøe : de 2002 à 2005
- Myriame Saïd Mohamed : de 2008 à 2010
- Florence Sauval : de 1994 à 1996
- Aurélie Thibert : de 1997 à 2006
- Evguenia Tovstogan : de 1993 à 199?
- Claire Vautier : depuis 2020

### Staff
| Organigramme actuel                                  | Organigramme actuel | Organigramme actuel        |
| Fonction                                             | Pays                | Nom                        |
| ---------------------------------------------------- | ------------------- | -------------------------- |
| Président                                            |                     | Thierry Degorce            |
| Vice-présidente                                      |                     | Lucile Bongiovanni         |
| Vice-président                                       |                     | Clément Forgeneuf          |
| Directeur sportif et responsable de la filière élite |                     | Christophe Maréchal        |
| Entraîneur principal                                 |                     | Clément Alcacer            |
| Entraîneur adjoint                                   |                     | Anthony Favier             |
| Entraîneur adjoint                                   |                     | Jean-Raphaël Soupault      |
| Préparateur physique                                 |                     | Pierre Terzi               |
| Responsable du centre de formation                   |                     | Anthony Favier             |
| Président de l'association                           |                     | Nathalie Carbillet-Vocoret |

| - Présidents : - Michel Amico (1994 – 2014), - Karine Savina (2012 – 2016) - Gilles Poissonnier (2016 – 2017) - Thierry Degorce (2018 –) - Vice-président : Clément Forgeneuf | - Entraîneurs principaux : - Pierre Terzi (? – ?), - Elena Groposila (2007 – 2012) - Christophe Maréchal (2012 – 2019) - Christophe Mazel (2019 –) - Entraîneurs adjoints : - Pierre Terzi (? – 2012) - Christophe Maréchal (2019 – 2022) - Anthony Favier (2022 –) - Jean-Raphaël Soupault (? –) | - Directeur sportif et responsable de la filière élite : Christophe Maréchal - Préparateur physique: Pierre Terzi (depuis une dizaine d'années) - Responsable du centre de formation : Anthony Favier |

## Identité du club

### Historique du logo

Cercle Dijon Bourgogne 21 (2010-2014)
Cercle Dijon Bourgogne 21 (2014-2018)
Jeanne d'Arc Dijon Handball (2018-2022).
Jeanne d'Arc Dijon Handball (depuis 2022)

### Équipementiers
| Période           | Équipementier | Réf    |
| ----------------- | ------------- | ------ |
| 2011/06 – 2013/06 | Nike          | [ 20 ] |
| 2014/06 – 2015/09 | Kempa         |        |
| 2015/09 – 2018/07 | Kappa         | [ 21 ] |
| 2018/07 –         | Erreà         |        |